# HD 203644
HD 203644，又名BD+48 3357，SAO 50761、HR 8185，是一颗恒星，视星等为5.69，位于銀經91.9，銀緯-0.44，其B1900.0坐标为赤經21h 18m 31.9s，赤緯+48° -0.44′ 37″。